# 天苑街道
天苑街道，是中华人民共和国河北省石家庄市新华区下辖的一个乡镇级行政单位。

## 行政区划
天苑街道下辖以下地区：
天河社区、天苑社区和航安社区。